# Gibson Flying V
La Gibson Flying V és una guitarra elèctrica popular que Gibson Guitar Corporation començà a comercialitzar el 1958, la seva principal característica és el seu cos dissenyat en forma de fletxa. És molt utilitzada per guitarristes de heavy metal.
Estan fetes amb fusta Korina, una marca comercial de limba, una fusta similar però més lleugera que la caoba.
Els primers prototips es van fabricar en 1957. Aquestes Flying V, juntament amb les Explorer i, inicialment, la Moderne, formaven una línia modernista dissenyada pel llavors president Ted McCarty. Aquests dissenys buscaven donar-li un aspecte més futurista a la imatge de Gibson, però no van tenir èxit en les vendes. La línia inicial llançada en 1958 es va deixar de fabricar en 1959.
Ha intervingut dels anys '60, guitarristes com Albert King, Lonnie Mack, Dave Davies, Keith Richards i Jimi Hendrix, en la recerca d'un aspecte distintiu i un so potent, comencen a usar guitarres Flying V. El renovat interès crea una demanda perquè Gibson torni a fabricar el model.
Gibson torna a fabricar la guitarra en 1966, actualitzant el seu disseny amb un colpejador major i més estil, i substituint el pont original, que insereix les cordes per la part posterior, pel pont 'stopbar' més comú en els models Gibson. Alguns models es van vendre amb una petita palanca de vibrato. Aquest model de 1966 és ara l'estàndard per Flying V o, com Gibson l'anomena, "V Factor X".